# Zu (groupe)
Pour les articles homonymes, voir Zu.
Zu est un groupe de musique expérimentale italien, originaire de Rome. Parmi les musiciens ayant collaboré avec le groupe : Mike Patton, Eugene Chadbourne et Mats Gustafsson, ou les groupes Dälek, The Ex et les Melvins.

## Biographie
Le groupe est formé en 1997 à Rome par trois membres, Luca Mai au saxophone, Massimo Pupillo à la basse et Jacopo Battaglia à la batterie, tous membres du collectif local Gronge. Le groupe est à l'origine un groupe musical théâtral.
Après l'arrivée de Roy Paci à la trompette en 1999, ils publient un premier album intitulé Bromio, orienté jazzcore expérimental qui suscite un grand intérêt dans la presse spécialisée. Ils commencent à collaborer en live avec des artistes de renommée internationale comme le guitariste américain Eugene Chadbourne sur l'album The Zu Side of the Chadbourne, publié en 2000, et continuent avec Motorhellington en 2001, également enregistré en live avec Chadbourne, accompagnée d'une reprise de Motörhead et Duke Ellington. Ils partent ensuite en tournée mondiale avec The Ex, Ami Denio, Karate et Damo Suzuki. Ils publient leur deuxième Igneo en 2002.
En 2003 sort l'album live Live in Helsinki enregistré en Finlande. L'année suivante, le groupe collabore avec Spaceways Inc] sur l'album Radiale. En 2005 sort How to Raise an Ox. En 2007, Zu collabore avec Mike Patton. En 2008, ils effectuent un split avec Il Teatro degli Orrori. Le 20 février 2009 sort l'album Carboniferous chez Ipecac Recordings. Le 11 février 2011, ils annoncent le départ de Jacopo Battaglia qui va se consacrer à d'autres projets. Le 31 janvier 2014, Zu annonce une tournée. Ils sortent ensuite un EP vinyle intitulé Goodnight, Civilization.

## Style musical
Le style musical du groupe est difficile à classer. Ils se définissent comme inspiré par le metal, le mathcore, la no wave, le free jazz, le noise rock, le punk et le jazz. Leur musique combine de façon originale des éléments de free jazz et de punk rock sur des tempos inhabituels.

## Membres

### Membres actuels
- Luca Tommaso Mai - saxophone baryton (depuis 1997)
- Massimo Pupillo - basse électrique, contrebasse (depuis 1997)
- Tomas Järmyr - batterie (depuis 2015)

### Anciens membres
- Jacopo Battaglia - batterie (1997–2011)
- Gabe Serbian - batterie (2014-2015)

### Membres invités
- Roy Paci - trombone (sur Bromio et The Zu Side of the Chadbourne
- Eugene Chadbourne - chant, guitare (sur The Zu Side of the Chadbourne et Motorhellington)
- Fred Lonberg Holm - violoncelle (sur Igneo et The Way of the Animal Power)
- Jeb Bishop - trombone (sur Igneo)
- Ken Vandermark - saxophone (sur Igneo)
- Xabier Iriondo (sur Zu/Iceburn)
- Nobukazu Takemura (sur Identification with the Enemy-A Key to the Underworld
- Mike Patton (sur Carboniferous)
- Buzz Osborne (sur Carboniferous)
- Giulio Favero (sur Carboniferous)
- Mark Greenway (sur Goodnight, Civilization)

## Discographie

### Albums studio
et d'autres projets avec Black Engine, Eraldo Bernocchi et Frank Martin Strauss, Societas Raffaello Sanzio, Dälek, les Melvins…